# Ptakowice (Silésie)
Pour les articles homonymes, voir Ptakowice (Opole).
Ptakowice est une localité polonaise de la gmina de Zbrosławice, située dans le powiat de Tarnowskie Góry en voïvodie de Silésie.

## Histoire
Ptakowitz fait partie de l'arrondissement de Tarnowitz jusqu'en 1922. Jusqu'en 1945, la localité se trouve dans l'arrondissement de Beuthen-Tarnowitz.